# 三祖龙尊酒
三祖龙尊酒是河北涿鹿出产的一种白酒。涿鹿当地酿酒历史悠久，1946年时当地共有20余家酒坊。1948年11月当地易手后，当局在1949年3月派陈学森、崔月恒来接收了各有百年历史的“裕升庆”、“福巨兴”酒坊，于4月合并成“涿鹿县恒泉酒店”，后数度扩建、改制、易名。三祖龙尊酒乃以纯粮为原料，经入选省级非物质文化遗产的传统老五赠酿造工艺而酿成，产品包括三祖龙尊、京张和张家口老窖系列，涵盖清香型白酒、浓香型白酒、酱香型白酒和兼香型白酒。除白酒外，还生产京张干红系列葡萄酒。